# أمين عدلي
أمين عدلي (مواليد 10 مايو 2000). هو لاعب كرة قدم مغربي يلعب في مركز الهجوم، مع نادي باير ليفركوزن الألماني والمنتخب المغربي.

## الإنجازات
باير ليفركوزن
- الدوري الألماني : 2023–24[4]
- كأس ألمانيا : 2023–24[5]
- كأس السوبر الألماني : 2024[6]
- الدوري الأوروبي الوصيف: 2023–24[7]

فردية
- أفضل لاعب في الدوري الفرنسي الدرجة الثانية : 2020–21
- تشكيلة الموسم في الدوري الفرنسي الدرجة الثانية : 2020–21
- هداف بطولة كأس ألمانيا : 2023–24[5]

## وصلات خارجية
- أمين عدلي على موقع الاتحاد الأوربي (الإنجليزية)
- أمين عدلي على موقع رابطة كرة القدم الفرنسية للمحترفين (الإنجليزية)
- أمين عدلي على موقع إي إس بي إن إف سي (الإنجليزية)
- أمين عدلي على موقع قاعدة بيانات كرة القدم.إي يو (الإنجليزية)
- أمين عدلي على موقع ليكيب (الفرنسية)
- أمين عدلي على موقع ناشيونال فوتبول تيمز (الإنجليزية)
- أمين عدلي على موقع Soccerbase.com (لاعب) (الإنجليزية)
- أمين عدلي على موقع Soccerway.com (الإنجليزية)
- أمين عدلي على موقع عالم كرة القدم.نت (الإنجليزية)
- أمين عدلي على موقع AS.com (الإسبانية)